# Émilie Loit
Émilie Loit (* 9. Juni 1979 in Cherbourg) ist eine ehemalige französische Tennisspielerin.

## Karriere
Die Linkshänderin, die 1994 Profi wurde, gewann drei WTA-Turniere im Einzel und, mit unterschiedlichen Partnerinnen, 16 Titel im Doppel.
Ihre Einzeltitel feierte sie 2004 in Casablanca und Estoril sowie 2007 in Acapulco. 2008 fiel sie erstmals seit dem Jahr 2000 wieder aus den Top 100 der WTA-Weltrangliste. Nach ihrer Erstrundenniederlage 2009 bei den French Open gegen die Schweizerin Timea Bacsinszky erklärte sie ihren sofortigen Rücktritt vom Profitennis. Die Karriere der ehemaligen Top-30-Spielerin dauerte insgesamt 15 Jahre.
Von 2002 bis 2006 spielte Loit elf Partien für die französische Fed-Cup-Mannschaft. Sie gehörte auch 2003 beim Finalsieg gegen die USA zum Team.

## Turniersiege

### Einzel
| Nr. | Datum          | Turnier    | Kategorie    | Belag | Finalgegnerin     | Ergebnis  |
| --- | -------------- | ---------- | ------------ | ----- | ----------------- | --------- |
| 1.  | 11. April 2004 | Casablanca | WTA Tier V   | Sand  | Ľudmila Cervanová | 6:2, 6:2  |
| 2.  | 18. April 2004 | Oeiras     | WTA Tier IV  | Sand  | Iveta Benešová    | 7:5, 7:61 |
| 3.  | 3. März 2007   | Acapulco   | WTA Tier III | Sand  | Flavia Pennetta   | 7:60, 6:4 |